# Roman Lysko
Blahoslavený Roman Lysko (ukrajinsky Роман Лиско 14. srpna 1914, Horodok – 14. října 1949, Lvov) byl ukrajinský řeckokatolický kněz, který zemřel mučednickou smrtí. V roce 2001 byl prohlášen za blahoslaveného.

## Život
Narodil se 14. srpna 1914 v Horodoku v lvovské oblasti. Studoval teologii a promoval na Lvovské teologické akademii. Dne 28. srpna 1941 jej lvovský metropolita ct. Andrej Šeptyckyj vysvětil na kněze. Po svěcení začal působit v duchovní správě ve Lvovské archieparchii.
Působil jako administrátor farnosti Kotliw, v roce 1944 byl přeložen do farnosti Belzets. V této době spolupracoval s ilegální ukrajinskou mládežnickou organizací Plast. V práci s mládeží mu pomáhala jeho manželka (v řeckokatolické církvi není povinný celibát, pokud se kandidát kněžství ožení ještě před vysvěcením).
Dne 9. září 1949 byl zatčen NKVD, uvězněn ve Lvově a mučen. Na mučení reagoval tím, že hlasitě zpíval žalmy, takže si jeho mučitelé mysleli, že zešílel. Byl zazděn do výklenku ve zdi vězení a zemřel hlady. Jako oficiální datum jeho smrti se uvádí 14. říjen 1949. Na zdi věznice je dnes umístěna pamětní deska, připomínající jeho osud.

## Beatifikace
Dne 27. června 2001 byl papežem sv. Janem Pavlem II. beatifikován.